# Indiaanskop
Indiaanskop, ook wel bekend als Cabes di Ruba, is een rifeiland voor de zuidoostelijke kust van Aruba. Op het eiland bevindt zich een lichtopstand.

## Geografie
Het eiland behoort tot de rifeilanden in de Sint-Nicolaasbaai, een beschermde broedplaats voor verschillende sternkolonies. In het verleden lag het terrein ongeveer een meter boven de zeespiegel en werd er een lichtopstand aangelegd voor het maritiem verkeer. De nabije omgeving van Indiaanskop was ideaal voor speervissers die op grote barracuda's wilden jagen.

## Geschiedenis
Op 6 juni 1954 ontdekte Thomas Tucker een aantal eeuwenoude kanonnen op de zeebodem nabij het eiland. De ontdekking was toevallig. Terwijl hij langs de kust zwom met vijf verkenners van de Explorer Scouts, op weg naar een locatie achter het hoofdkantoor van het eiland dat geschikt was voor overnachtingen, besloot de heer Tucker het eiland te benaderen vanaf de kant van de Indiaanskop-licht. Op ongeveer 100 yards van de lichtopstand zag Tucker langwerpige vormen op de zeebodem. Hij dook ongeveer 10 voet naar beneden en toen hij daar was, zag hij dat het kanonnen waren. Op 7 juni vertrok hij 's ochtends vroeg met de verkenners. Deze keer keerde hij terug met een van de kleine kanonnen. Hij tilde het 90-pond zware voorwerp op en liep over de bodem richting de Indiaanskop licht. Op 12 juni werden er nog een van de grote kanonnen en drie kleine exemplaren naar boven gehaald. Eén van de kleine kanonnen had inscripties in oud-Engels schrift. Alle bekende kleinere stukken zijn al verwijderd, maar er zijn nog minstens vijf van de grotere modellen over. Sindsdien ligt het eiland volledig onder water, maar de lichtbaken is nog in gebruik.